# Alberic de Formanoir de la Cazerie
Ridder Alberic de Formanoir de la Cazerie (Gent, 24 februari 1882 - Tielt, 22 oktober 1954) was voorzitter van Cercle Brugge.

## Cercle Brugge
De Formanoir werd de derde voorzitter van de Belgische voetbalclub Cercle Brugge, na Leon De Meester die twee termijnen deed, met daar tussenin Raoul Daufresne de la Chevalerie.
Hij zat de club voor van 1909 tot 1911 en werd opgevolgd door René de Peellaert. De Cercle behaalde onder zijn voorzitterschap voor het eerst de kampioenstitel.

## Familie
Alberic Alfred Marie Ghislain de Formanoir was de achterkleinzoon van ridder Auguste de Formanoir de la Cazerie (1783-1868), burgemeester van Anderlecht, de kleinzoon van Alberic de Formanoir (1821-1865) en de zoon van  Auguste de Formanoir (1852-1932), die getrouwd was met Louise Borluut d'Hoogstraete (1851-1902).
Alberic junior, die na de dood van zijn vader de riddertitel droeg, kwam, zoals zijn ouders, in Sint-Andries wonen en werd zelfs gemeenteraadslid van deze gemeente. Zijn zus, Alice de Formanoir (1885-1957), trouwde met Robert van Caloen de Basseghem (1883-1946), burgemeester van Varsenare. 
In 1885 kocht Auguste de Formanoir de la Cazerie het Kasteel Ter Lucht aan in Sint-Andries en maakte er zijn vaste verblijfplaats van. Op dit domein bevond zich de kapel van Onze-Lieve-Vrouw van 't Boompje, een populair lokaal bedevaartsoord. Zowel hij, als Alberic na hem, droegen goede zorg over de kapel.
Alberic bleef ongehuwd en bewoonde verder tot aan zijn dood het ouderlijke kasteel 'Ter Lucht'. Hij overleed, eerder toevallig, in Tielt.